# Réotier
Réotier – miejscowość i gmina we Francji, w regionie Prowansja-Alpy-Lazurowe Wybrzeże, w departamencie Alpy Wysokie.

## Demografia
Według danych na rok 1990 gminę zamieszkiwało 136 osób, a gęstość zaludnienia wynosiła 6 osób/km². W styczniu 2015 r. Réotier zamieszkiwało 211 osób, przy gęstości zaludnienia wynoszącej 9,4 osób/km².